# چارلی کلمو
چارلی کلمو (به انگلیسی: Charlie Clemmow؛ زادهٔ ۳۱ ژوئیهٔ ۱۹۸۶) یک هنرپیشه انگلیسی است. در سال ۲۰۰۹، کلموو شروع به به تصویر کشیدن نقش ایموگن هالینز در سریال پزشکان بی‌بی‌سی کرد.
کلموو در نزدیکی استراتفورد آپون ایون بزرگ شد و در مدرسه برومزگروو، تئاتر ملی جوانان و مدرسه موسیقی و درام گیلدهال تحصیل کرد. کلمو دو سال را صرف نوشتن بیش از ۱۰۰ نامه به شرکت‌های تولید و فراخوان‌های بازیگری کرد.